# Glaciar Malaspina
El glaciar Malaspina (del inglés: Malaspina Glacier) en el sudeste de Alaska es el glaciar de piedemonte más grande de América del Norte, con 65 km de ancho, 45 km de longitud y una superficie de aproximadamente 3.900 km². Su nombre refiere al explorador italiano Alessandro Malaspina, quien —al servicio de la Marina de España— recorrió la zona en 1791. 
Forma varios valles glaciares, principalmente el glaciar Seward y el glaciar Agassiz, que derraman desde los montes San Elías hacia la llanura costera que bordea el golfo de Alaska, entre bahía Icy y la bahía Yakutat. Aunque llena la planicie, en ningún lugar alcanza al océano, por lo que actualmente no puede considerarse como glaciar costero. Ello se debe a que el propio glaciar está represado por la morrena terminal, dividida en varios niveles que obligan a crecer el nivel del glaciar por el centro y este proceso genera una especie de pequeños ríos que constituyen los aliviaderos de la fusión por compresión que el peso del propio glaciar genera sobre el suelo y, sobre todo, por la insolación que recibe la parte superior del mismo
El Malaspina tiene un espesor de 600 m en algunos lugares, con un fondo estimado en 300 m bajo el nivel del mar. Hay dos lagos a los lados del glaciar: el lago Oily al pie de las colinas Samovar, entre los glaciares Agassiz y Seward, y el lago Malaspina, en el margen sudeste, cerca de bahía Yakutat. 
El glaciar se encuentra protegido dentro de los límites del Parque nacional y reserva Wrangell-San Elías.
En octubre de 1969, fue designado como «Paisaje natural nacional» de Estados Unidos. 